# Hästö (Hammarland, Åland)
Hästö är en halvö i Åland (Finland). Den ligger i den västra delen av landskapet, 23 km nordväst om huvudstaden Mariehamn. Hästö ligger på ön Fasta Åland.